# 九华山站 (安徽省)
九华山站位于安徽省池州市青阳县蓉城镇牌楼村，为池黄高速铁路、合肥至池州铁路线上的一个车站，距离青阳县城2公里、九华山风景区6公里。2024年4月26日正式投入运营。站房面积14999平方米。
站房采用线侧平式布置，站台规模为3台7线，其中基本站台1座、中间站台2座。